# Jaime Mela
«Jaime Mela» (n. 1890 - f. s/d) fue un esgrimidor español.
Compitió en esgrima en los Juegos Olímpicos de París de 1924.